# ドラゴンクエストヒーローズ 闇竜と世界樹の城
『ドラゴンクエストヒーローズ 闇竜と世界樹の城』（ドラゴンクエストヒーローズ やみりゅうとせかいじゅのしろ、英題：Dragon Quest Heroes:The World Tree's Woe and the Blight Below、中題：勇者鬥惡龍英雄集結 闇龍與世界樹之城、欧題：Dragon Quest Heroes:Le Crépuscule de l’Arbre du Monde）は、スクウェア・エニックスより2015年2月26日に発売されたPlayStation 3、PlayStation 4用ゲームソフト。
2017年3月3日にはNintendo Switch用ローンチタイトルのひとつとして、続編を同時収録した『ドラゴンクエストヒーローズI・II for Nintendo Switch』（ドラゴンクエストヒーローズワン・ツー フォー ニンテンドースイッチ）が発売された。

## 概要
ドラゴンクエストシリーズの派生作品であり、シリーズとしては初のアクションRPG作品となる。本作の開発は『真・三國無双』をはじめとした無双シリーズを手がけるコーエーテクモゲームスのω-Forceが担当している。同社のシブサワ・コウは、本作は同シリーズの特徴である「一騎当千の爽快感」と、同開発チームの作品である『討鬼伝』の「大型モンスターとの攻防の醍醐味」という要素に、更に「新しい面白さ」を加えた作品になると語っている。スピンオフ作品を除く「ドラゴンクエスト」の完全新規タイトルがPlayStationのプラットフォームで発売されるのは、『ドラゴンクエストVIII 空と海と大地と呪われし姫君』以来10年ぶりとなる。
本作の発売を記念して、特別デザインの「PlayStation 4 ドラゴンクエスト メタルスライム エディション」が2014年12月11日に発売された。本体とデザインを統一したDUALSHOCK 4 コントローラや、はぐれメタルのUSBカバーフィギュアが同梱されている。また、『ドラゴンクエストヒーローズ』のダウンロード版のスペシャルプロダクトコードも同梱されており、発売日前日からダウンロードして遊べるようになる。
本作には無料のダウンロードコンテンツが用意されており、ソフトをアップデートすることで新ステージや新キャラクター、新衣装などが追加される。
2015年6月4日にアジア版が発売され、北米版は2015年10月13日、欧州版が2015年10月16日に発売された。また、2015年12月3日にはSteamストアでPC版「Dragon Quest Heroes Slime Edition」が発売された。
2015年4月2日、続編の制作が決定し、2015年7月27日発売の週刊少年ジャンプにて正式タイトルが『ドラゴンクエストヒーローズII 双子の王と予言の終わり』と発表された。
2015年9月17日、第25回東京ゲームショウ（主催:一般社団法人コンピュータエンターテインメント協会）にて発表された『日本ゲーム大賞2015』にて年間作品部門の優秀賞を受賞。2015年12月3日には、「PlayStation Awards 2015」にてプラチナプライズおよびユーザーズチョイス賞を受賞した。
Nintendo Switch版は本作と『II』の同時収録となっており、ダウンロードコンテンツの事前収録や、HD振動への対応や続編で取り入れられたシステム面での改良が施されている。

## ゲームシステム

### ワールド
本作はドラゴンクエストシリーズのナンバリングタイトルのようなエンカウント方式ではなく、ステージを選択してキャラクターを動かし、モンスターを倒していくアクションRPGとなっている。
序盤はキャンプを拠点として物語を進めていくため、自由にステージを選ぶことができないが、ゲームが進むと「空艦バトシエ」という空飛ぶ船に拠点が変わり、ワールドマップからステージを選択して出撃できるようになる。拠点では武器屋などの各種施設を利用し、戦闘に備えることができる。
各ステージにはクリア条件が設定されており、それを達成することでクリアとなる。ボスを討伐したあとはクリア条件の設定されていない、延々とモンスターが発生するフリープレイのステージが開放され、自由に選択することが可能となる。このステージは「リレミト」を唱えることで終了することができる。
エリアは以下の通り。
エルサーゼ
国王ディルクが統べる、世界樹の下に広がる王国。城と王都のステージに分かれている。闇竜シャムダとの最終決戦の地でもある。
コートルダ
魔法研究で栄える町。ジュリエッタが所長を務める魔法研究所が存在し、各所に魔弾砲が備えられている。町の中のステージと草原のステージがある。
ラバトール
砂漠の町。周囲を高い壁に囲まれており、中心部には武術大会が開かれる円形闘技場がある。砂漠と町のステージに分かれている。
シーラ
美しい森林地帯。森の奥にはエルフが暮らす村がある。
ドワドキア
断崖の中に造られた町。ドワーフが暮らしており、その道は迷路のように入り組んでいる。
光の塔
光の女神と交信することができる高い塔。各層を行き来できるワープゾーン等の仕掛けが存在する。
世界樹
エルサーゼの背後に存在する巨大な樹。頂上には選ばれた者だけが立ち入れる「調和の祭壇」が存在する。
海底神殿
その名の通り、海底に存在する神殿。光の一族への試練が待ち構える。扉の開閉をレバーで切り替え、モンスターの侵攻を阻む箇所が存在する。
始原の里
光と闇のバランスを保つ「調停者」の住む秘境で、ジュリエッタの故郷。すべての植物の祖と言われる霊木がある。
次元島
溶岩が流れる火山島。ヘルムードとの決戦の地で、彼はここで異なる次元からエネルギーを吸い上げる儀式を行っていた。
試練のほこら
番人ガゴラが様々な試練を与えるほこら。異なる次元への転移ができるため、崩壊してしまったエリアのステージが選択できる。
○○の間
宝の地図を入手すると入れる場所（例：翡翠の間など）。ボスとの再戦などのバトルができ、クリアすると報酬が貰える。

### 空艦バトシエ
ゲームがある程度進むと主人公達の拠点として使用される飛行戦艦。キャンプよりも施設が充実している。
武器屋
あらくれが営業している武器屋。武器と盾を購入できる。
オーブ屋
装備すると守備力が上がる防具のオーブを販売している。
錬金屋
素材アイテムからアクセサリーを生成できるほか、同じアクセサリーを合成して強化することもできる。
メダル王
ちいさなメダルと引き換えにレシピや素材、装備品が手に入る。
クエスト所
様々な人からの依頼を受注し、達成して報告すると報酬が貰える。
表彰所
ゲーム内で特定の条件を満たすと称号を獲得でき、それを報告するとちいさなメダルが貰える。また、モンスターの討伐数を報告することでも小さなメダルを獲得することができる。
郵便屋
シナリオを進めたりクエストを達成したりすることで、様々な人から手紙が届く。荷物が届いている場合もある。
教会
ゲームデータのセーブの他、スキルの振り直しやホイミストーンに回復の力を宿すことができる。
ルイーダの酒場
パーティーメンバーの編成ができ、仲間とも会話ができる。2015年3月19日のアップデート（Ver1.03）で、カウンターにいる乗組員に話すことでクリア済ストーリーのムービーを閲覧できるようになった。

### 戦闘
本作には「かんたん操作」と「ガッツリ操作」という2種類の操作方法が用意されている。「かんたん操作」では、□ボタンでMPを消費しない技が、△ボタンでMPを消費するものも含めた技が、その場の状況に合わせて自動で出される。一方「ガッツリ操作」はすべての操作を手動で行う。これらの操作方法は、戦闘中であっても変更できる。
今回も従来のシリーズと同様に、敵を倒して経験値を獲得し、レベルアップによってキャラクターを成長させることができる。また、レベルアップによるステータスアップとは別に獲得できるスキルポイントによって、ある程度自分好みの能力にキャラクターを成長させることができる。なお、振り分けたスキルポイントは、教会でゴールドを支払うことでリセットすることが可能。
パーティーは最大4人編成で、戦闘中はボタンひとつで操作キャラクターを変更できる。攻撃中に操作対象を切り替えることもでき、複数のキャラクターで連携して攻撃を続けるという戦い方も可能。
テンション
これまでのシリーズにもテンションシステムは存在したが、本作では専用の「テンションゲージ」が設けられている。敵を連続で攻撃してコンボをつなげていったり、○ボタンを長押しするなどの行動でゲージは上昇し、これが満タンになると「ハイテンション」（後述のテンション100で「スーパーハイテンション」）状態に移行できるようになる。エルサーゼでディルクから「気合の宝玉」を授けられることでテンションゲージが解放される。
ハイテンション発動後の状態ではダメージを受けず、消費MPが0になり、必殺技が発動可能になるなどの恩恵を受けられるが、テンションゲージは徐々に下がっていき、必殺技を使用すると解除される。また、使用しなくともゲージ終了時に自動で必殺技が発動する。
ストーリーを進めていき、試練を達成することで初期のテンション5から20、50、100へと強化されていく。
モンスターコイン
ストーリーを進めていくとジュリエッタより試作段階のコインケースを渡され、機能が開放される。モンスターを倒すと時々「モンスターコイン」に変化するようになり、それを入手して使用することでモンスターを一時的に仲間に加えることが可能となる。
モンスターコインは任意のタイミングで使用でき、呼び出されたモンスターはAIで戦闘に加わる。仲間モンスターには青い光のリングが表示されて敵モンスターと区別されるほか、従来の仲間モンスターのように専用の名前が与えられる。
モンスターは「アシスト」「ディフェンス」のどちらかに分類されており、前者は呼ばれると特技を使用してすぐ消えてしまい、後者は呼ばれるとその場に留まり、近くの敵と戦う。
コインにはコストが設定されており、コストを超えてコインを所持することはできない。コストはモンスターの種類によって異なり、スライムのように1スロットのものもあれば、ゴーレムのように3スロット必要なものもある。ストーリーを進めていき、開放されるクエストをこなしていくとスロットが増えていく。
ギミック、オブジェクト
ステージによっては、バトルに影響する仕掛けが設置されていることもある。
魔弾砲
コートルダと原始の間に設置されている、ジュリエッタの発明品8号である大砲。複数の魔物を一度に攻撃したり、大型モンスターの弱点を狙い撃ちして大ダメージを与えたりすることができる。連続して撃てる弾数は、コートルダでは3発、原始の間では20発だが、時間が経過すると再び装填される。
始原の里には敵専用の「闇の魔弾砲」が防衛対象を狙うように設置されている。操手にダメージを与えることにより、気絶させて一時的に攻撃を停止させることができる。
バリスタ
シーラと原始の間に設置されている連射型の弩砲。シーラでは100発、原始の間では999発装填されており、使いきったあとは時間が経過すると再び装填される。弾数は多いが、魔弾砲よりもダメージは小さい。
流砂、沼
敵味方共に移動速度が著しく低下してしまう。流砂はラバトールに、沼は始原の里にある。アクセサリーで無効化できる。
奈落
高い足場から落下したり、溶岩に落ちたりしてダメージを受けること。世界樹や次元島で発生。アクセサリーでダメージを軽減できる。奈落を利用しなければ倒せないボスも存在する。
宝箱、ツボ、タル
アイテムやゴールドを入手できる。ステージによっては、宝箱にひとくいばこ、ミミック、パンドラボックスが擬態していることがある。

アイテム
入手と同時に効果があるものと、使用するとストックが減るものがある。
やくそう、特やくそう
入手したキャラクターのHPを回復する。やくそうは小回復、特やくそうは大回復。倒したモンスターがドロップするほか、ツボなどからも入手できる。アクセサリーによってドロップ率を上げることが可能。
まほうのせいすい、エルフの飲み薬
入手したキャラクターのMPを回復する。まほうのせいすいは小回復、エルフの飲み薬は全回復。
ファイトいっぱつ、たたかいのドラム
入手するとキャラクターの攻撃力が上昇する。ファイトいっぱつは単体、たたかいのドラムは全体が対象。
ふしぎなタンバリン
入手したキャラクターのテンションゲージが満タンになる。ボスがいるステージで入手できることが多い。
世界樹の葉
戦闘不能になったキャラクターを復活させる。バトル開始当初から所持しており、画面右下に枚数が表示されている。戦闘不能のキャラクターのそばで○ボタンを押せば使用可能。枚数はステージによって決まっているが、特定のアクセサリーによって増やすことができる。
ホイミストーン
戦闘中に使用することで、味方全員のHPを回復できるアイテム。使うたびに空になるため、教会で力を満たしてもらう必要がある。
ストーリーを進めるとラバトールの町長から渡される。その後、特定のクエストを達成することで所持数が増加し、ストーリーの進行に伴って満たせる力も増える。満たせる力には「ホイミ」「ベホイミ」「ベホイム」「ベホマ」がある。

ルーラ
主人公が戦闘中に使用できる呪文。ストーリーを進めていき、試練を達成することで修得する。ステージ各地に設置されているルーラポイントを登録するとその場所に一瞬で移動できるようになる。ただし、ステージによっては使用しても天井に頭をぶつけてしまう。

### 強くてニューゲーム
クリア後のセーブデータを選択すると、ラストバトル直前から再開する「つづきから」と、ステータスや一部のデータを引き継いで最初からプレイする「強くてニューゲーム」を選べるようになる。
強くてニューゲームでは主人公を選び直せるため、もう一方のストーリーを見ることができる。また、ボーナスとして、強くてニューゲーム2回までスキルポイントが50加算される。本作では、このボーナスで得られる合計100のスキルポイントがなければ、スキルをすべてマスターすることはできない。
前述のように引き継がれるものは一部であり、宝の地図やクエストなどはリセットされてしまう。ちいさなメダルで交換した売却不可の装備も引き継がれないが、アップデート（Ver1.05）により、ちいさなメダルで交換した装備を、交換した枚数のちいさなメダルに還元するよう変更された。

## 物語

### あらすじ
人間と魔物が平和に共存する世界にある王国、エルサーゼ。ある日、王国では年に一度の祭りが開かれ、多くの人間と魔物で賑わっていた。しかし、闇竜シャムダの復活を目論むヘルムードの策略によって、次元島から闇が噴出。突如として魔物たちが人間に牙を剥くようになり、王国は魔物に占拠されてしまう。
事態を目の当たりにした親衛隊長のアクトとメーアは、急ぎ城へ戻り、国王ディルクと共に王国を侵略する魔物たちを一掃する。だが一行は、いつまた王国が狙われるか分からず、他の地域も魔物に狙われていることを案じ、まずは西の都コートルダへと向かう。
やはり魔物の襲撃を受けていたコートルダで、一行は魔法研究所の所長ジュリエッタや、異世界から迷い込んだというアリーナとクリフトに出会う。彼らと協力して魔物を退けたのち、ジュリエッタの発明である空艦バトシエが発進。世界に再び平和をもたらし、魔物たちの心を取り戻すために、一行は各地へと向かうのだった。

### 世界設定
ナンバリングタイトルとは異なる世界となっているが、多くのモンスターは共通となっている。物語開始当初は人間、エルフ、ドワーフ、モンスターが共生する世界となっている。
世界樹
全世界に根を張りめぐらす巨木。地表に現れた根はその土地に恵みをもたらすため、各地は世界樹の根を中心に発展してきた。逆に、根がダメージを受けて枯れてしまうと、土地の衰退を招くことになる。また、根が攻撃されると世界樹本体にも影響が及ぶ。
世界樹のエネルギーは機械の動力源としても利用することができ、バトシエの動力装置にはそのエネルギーが充填されている。
実態は、闇の力が増幅しないように光の女神が生み出したものであり、闇を糧として光に変える性質を持つ。同時に、闇竜シャムダの封印の要であるため、世界樹の力が弱まることはシャムダ復活の誘因となってしまう。
光の一族
光の女神の意思を継いで世界の平和を護る者たち。「光の子」「光の者」とも呼ばれる。「光の里」という場所で暮らしていたが、何者かによって里が襲撃されたため、一族の大半は滅んでしまった。
この一族の者が一人でも闇に染まると、世界樹も同様に闇に染まって力が弱まってしまう。闇に染まった光の者は、海底神殿での試練を乗り越えることで得られる「真の光の力」によって救い出すことが可能。始原の里にある霊木は、この真の光の力に目覚めた者が祈りを捧げることで、植物をあるべき姿に戻す特殊なしずくをもたらす。
闇の一族
光の一族と対を成す存在で、闇竜シャムダに与する者たち。ヘルムードと名乗る闇の一族の者によって滅ぼされてしまった。
守護者
光の一族を守る使命を背負った者。エルサーゼ王家がその末裔であり、光の里や光の塔の所在も把握している。闇の一族にも守護者がいたかどうかは不明。
調停者
光と闇の均衡を保つ役目を担う者。始原の里の住民がこれに当たる。その役割ゆえに中立を維持しなければならず、よそ者と関わってはならないという掟を持つ。また、闇を糧として光に変える世界樹の存続を重要視している。
光の腕輪
光の女神の力を封じたもので、「闇の腕輪」と対を成す。海底神殿にて、ホイミスライムの一族により守られてきた。所持者の「真の勇気」に反応する性質を持ち、所持者の真の勇気がなければ力を発揮できない。

## 登場人物
オリジナルキャラクターに加え、シリーズキャラクターが登場する。キャラクターには『ドラゴンクエストソード 仮面の女王と鏡の塔』や国外版『ドラゴンクエストVIII』と同様にボイスが実装されているが、主人公がゲーム中にボイス付きで話すのは本作が初となる。
なお、シリーズ歴代の主人公については、「プレイヤー自身でもある主人公達が、新たに声を得て登場するのは違和感がある」との理由から登場しない（『III』の勇者についてはコスチュームのみ登場する）。他に歴代のキャラクターが主人公だとシナリオに無理があり、新主人公を作成した経緯があった。
声優に関しては堀井雄二が自ら出演を依頼することもあったほか、収録にも参加して演技の指導などを行った。アリーナ限定ではあるが、本来使わない呪文を一通り収録している。また、キャラクターの表情にはモーションキャプチャーの部分もあり、声優の演技に合わせてCGを作り込むこともあった。

### 主要人物
アクト（デフォルト名/変更可）
声 - 松坂桃李
本作の男性主人公。冷静で頭脳明晰なエルサーゼの親衛隊長。自分が考えた作戦を「完璧」「スキはない」と評価するなど、自らの戦術に大きな自信を持っている。だが、たいてい説明が長ったらしいため、切り出す度にまともに聞いてもらえず、辟易したメーアに遮られたり話の途中で強引に要約されて一蹴されるのがお約束である。
メーアには昔から変わらないと言われているが、幼いころはやんちゃな性格だった。ある日、自分が目を離した隙にメーアが大怪我をしてしまい、それをきっかけに慎重な性格になり、常に完璧な作戦の考案を旨とするようになった。
メーアと同じく光の一族の生き残りであり、当初はそのことを知らなかった。
装備は片手剣と盾、使用呪文はデイン系と「ルーラ」。攻撃はメーアと共通するものもあるが、こちらは炎系の剣技を得意としており、威力がやや高い。ハイテンション状態になると頭髪が逆立ち、稲妻を宿した剣で全方位をなぎ払う必殺技「ギガブレイク」を発動可能。
アレンジコスチュームは、メーアのオリジナルコスチュームと同じく赤が基調。「ドラゴンクエストIII 勇者」コスチュームでもハイテンション時は髪が逆立つため、『III』の勇者に近い外見になる。
メーア（デフォルト名/変更可）
声 - 桐谷美玲
本作の女性主人公。幼馴染のアクトと共に親衛隊長を務める、怖いもの知らずの女剣士。猪突猛進なところがあり、しばしばアクトの作戦を聞かずに突撃してしまう。強い女性に憧れており、魔弾砲で魔物を一掃したジュリエッタを「かっこいい」と称賛したり、武闘派で自分と同じ猪突猛進型のアリーナと馬が合っている。
アクトによれば、幼いころは泣き虫で、訓練を投げ出すこともあったようだが、本人は言われるまで忘れていた。その後、アクトと共に親衛隊長になる際、どんなことがあっても世界を守るという約束を交わしている。
アクトと同じく光の一族の生き残りであり、当初はそのことを知らなかった。
装備は片手剣と盾、使用呪文はデイン系と「ルーラ」。攻撃はアクトと共通するものもあるが、こちらは氷系の剣技を得意としており、敵を氷結状態にできることがある。ハイテンション状態になると髪が解け、稲妻を宿した剣で前面一帯をなぎ払う必殺技「ギガスラッシュ」を発動できる。
アレンジコスチュームは、アクトのオリジナルコスチュームと同じく青が基調。アクトと同様に「ドラゴンクエストIII 勇者」コスチュームもあるが、こちらはマントが短いなどの違いがある。
ディルク
声 - 銀河万丈
エルサーゼの心優しき王。豪放磊落な性格であり、「ぬわっはっは」という独特の笑い方が特徴。国王の身でありながら自らも戦いに赴く武闘派である一方、状況を落ち着いて見極めようとする冷静沈着な面も併せ持っている。
若いころはラバトールの武術大会に出場し、決勝まで進むことも珍しくなかった。また、ガゴラとは顔見知りで、彼から試練を受けていたこともある。
エルサーゼ王家に連なる守護者であり、かつては光の一族とも交流があった。ある日、何者かによって光の里が滅ぼされた際、生き残ったアクトとメーアを引き取り、現在まで見守り育ててきた。そういった経緯もあり、主人公に対して何があっても味方だと告げている。
武器は棍。パワー系のスタンダードタイプとして作成されており、攻撃力は全キャラクター中トップで、近距離〜遠距離・単体〜複数の敵に対応できる攻撃がそろっている。ハイテンション時は自らの拳で地面を穿ち、衝撃によって周囲の地面を巻き上げる必殺技「国王会心撃」を発動できる。
アレンジコスチュームでは、鎧下が赤、マントが橙、グローブとブーツが茶色になる。
ジュリエッタ
声 - 小松未可子
魔法研究所の所長を務める妙齢の女性。魔法大発明家の肩書きを持ち、様々な発明を世に送り出してきた。魔弾砲やバリスタ、バトシエや防具のオーブも彼女が発明したもの。
普段は理知的だが探求心が強く、機械兵器であるキラーマジンガを見て興奮するなどの面を見せることがある。また、祖母に似て虚言癖があり、きわどい冗談を言うことも。「全部ひんむいて調べたい」が口癖。
中立の立場を守り光と闇の調和を司る調停者の一族の住む始原の里の出身で、里長の孫娘である。他の住民と同じく彼女も調停者の一人だが、閉鎖的な里に息苦しさを覚え、掟を破って外の世界へ飛び出した。調停者の中でも特に世界樹の存続を重要視しており、そのためなら自分はどうなってもいいという覚悟を持つ。
オメガフォースのアクションゲームでは初めて本格的なブーメランキャラクターであり、テクニカルな戦い方を必要とする。一部の技ではポンプ式の魔法銃を使う。使用呪文はバギ系で、ブーメランの特技を重ねると性質が変化する。ハイテンション時は魔力を充填した魔法銃を発射し、着弾点で爆発させる必殺技「情熱のバズーカ」を発動できる。
アレンジコスチュームは淡いグリーンのカラーリング。
ホミロン
声 - 釘宮理恵
ちょっぴり臆病なホイミスライム。父の形見である冠を常に頭に乗せており、モンスターでありながら人間の言葉を話す。他の魔物たちが人間に牙をむくようになる中、彼は正気を保っている。
かつて「仲間になりたそうに」アクトとメーアを見ていたことで、二人と友達になった。また、シーラでゼシカが周囲をよく見ずに放ったマダンテからヤンガスにかばってもらったことをきっかけに、彼とも仲良くなる。
実は海底神殿にて光の腕輪を守ってきたホイミスライムの一族の出身で、頭に乗せている冠はアクトたちが探し求めていた光の腕輪であった。しかし、アクトとメーアがヘルムードの罠にはまった際、力を発揮しなかった光の腕輪を本物だと信じることができず、ショックのあまり仲間の元から姿を消してしまう。その後、再び仲間になることを願い、共に戦いに赴く中で勇気を身に付け、闇竜シャムダ戦で身を呈してアクト、メーアを守ったことで光の腕輪を覚醒させた。
戦闘においては、キャラクターのHPが少なくなると「ホイミ」「ベホイミ」「ベホイム」で回復してくれることがある。

### 闇の神と闇の一族
闇竜シャムダ
光の女神と対を成す竜の姿をした闇の神。かつては光の女神と共に世界の調和を保っていた。しかし、人間や魔物が増えた影響で闇の力が強まり、それによって世界を支配する野望を抱くようになる。闇の一族を率いて反乱を起こしたが、光の一族を率いた女神によって封印された。
その後長い時を経て、ヘルムードの暗躍により地の底から復活。まずは自らを封じていた世界樹を破壊するため、その根本に広がるエルサーゼへと進攻する。
全身を闇で覆っており、その状態ではあらゆる攻撃が通用しない。光の腕輪であれば、シャムダを覆う闇をはぎ取ることができる。
光の女神と異なって人格の存在が不明で、劇中では一切言葉をしゃべらないため、その経歴についてはヘルムードを初めとする他の人物の口から語られる。
ヘルムード
声 - 片岡愛之助
闇の一族最強にして最後の王。左腕に光の腕輪と対を成す「闇の腕輪」をはめている。自らが崇める闇竜シャムダを復活させるため、人間と共存していたモンスターたちを惑わし、反乱を起こさせた元凶。
世界樹を弱らせるため、魔物たちを操り各地の世界樹の根を狙うなどして暗躍。光と闇の一族しか立ち入れない調和の祭壇にアクトとメーアをおびき出して一方を闇に染めたり、その闇に染めた一方の体を乗っ取り、光の一族だけが入れる海底神殿の試練の間に侵入するなど、狡猾な性格。その後、次元島での戦いで主人公らに敗れるが、既にシャムダは目覚めて地上を目指していることと、自分の死によって島が崩壊することを告げて、火口に消えていった。
闇に魅入られた影響で世界支配をもくろみ光の一族に戦いを挑んで敗れた後、闇の里で暮らしていた同胞の生き残りを200年前に滅ぼした男と同じ名前を持っているが、同一人物なのかどうかは劇中では判然としない。
攻撃手段はすべて呪文で、「メラストーム」や「メラガイアー」といった専用呪文も使う。ちなみに、彼の使用する「バギクロス」では黒い竜巻が発生する。
初期はやや若いキャラクターであったが、片岡の声に合わせて現在のように変更された。

### 光の女神と関係者
光の女神
闇竜シャムダと対をなす女神。光の腕輪には彼女の力の一端が封じられている。過去に闇竜率いる闇の一族と戦い、闇竜を地の底に封印した。
いにしえの記録では白いローブをまとった女性として描かれているが、シャムダとの戦いで肉体を失ったため、実際にどのような姿をしているかは不明。魂のみが光の塔に宿っていたが、ヘルムードの操るブオーンによって塔が崩壊したため、交信が不可能となる。
ガゴラ
声 - 粟野志門
試練のほこらの番人を務める青い小柄の竜。ディルクには、口は悪いが心根は優しいと評される。主人公に試練を与えるほか、ストーリーが進むと入れなくなる場所に転送させてくれる。かつてはディルクにも試練を与えていた。

### 各地の代表と関係者
町長
ラバトールの町長で、ディルクとは旧知の仲。ディルク同様、かつてはラバトールの武術大会に出場した経験があり、特定のバトルではNPCとして参加する。
村長
シーラの村の長を務める美形の男性。いにしえの書物から情報を提供してくれる。エルフ語でポエムのような日記を記している面も。特定のバトルではNPCとして参加する。
ドワーフ族長
恰幅のいいドワーフ族の長。年のためか、魔物から逃げるときはたびたび息切れを起こしていた。ドワドキアを救われたあとは、娘の結婚式のためにあれこれと注文を出すようになる。
族長の娘
ドワドキアに住むドワーフの族長の娘。ドワーフの例に漏れず、小柄な外見をしている。魔物の襲撃に遭い、フィアンセと離れ離れになってしまう。
フィアンセ
族長の娘の婚約者。族長の娘とはぐれたのち、族長と共に大聖堂へ逃げ込んでいた。相手を休ませるときに必ず深呼吸を促す。
調停者の長
始原の里に住む調停者の長を務める老婆で、ジュリエッタの祖母。里の掟に厳しい長を演じて、ジュリエッタの決意を見極めた。最終決戦では自らも里を出て応援に駆けつける。

### 本編からの人物
登場するキャラクターの多くは原作の世界から本作の世界に迷い込んだと言う設定となっている。ほとんどのキャラクターは原作クリア後の時系列からの参戦となっているが、ビアンカとフローラのみ原作終了前（結婚前夜）となっている。

#### ドラゴンクエストIV
アリーナ
声 - 中川翔子
サントハイム王国のおてんば姫。父親からの贈り物を盗んだ泥棒を追っている内に、本作の世界に迷い込んでしまう。コートルダで主人公たちと共にギガンテスと戦ったのち、泥棒を探すことも兼ねて一行についていくことを決める。
闘志あふれる性格で、強い者を見る度に手合せをしたいと言ったり、本作の世界でも武術大会があると知って喜んだりしている。そうした性格柄、自分と良く似た猪突猛進型のメーアと意気投合している。
今作品、唯一の武闘派キャラクターで、武器は小手（最強武器のみ爪）。格闘術で戦うためリーチは短いが、「ぶんしんけん」による分身と他の攻撃を合わせることで手数を増加させて戦うことができる。なお、分身は攻撃直後にも可能。きようさが全キャラクター中トップで、本編同様に会心の一撃が出やすい。接近戦主体であるが防御力は最低クラスのため、倒されやすいのが問題。ハイテンション状態では巨大な気の塊をぶつける必殺技「閃光烈火拳」を発動できる。
衣装は本編をベースにタイツから生足にスパッツへ、マントからマフラー へと変更されている。「生足にしてもいいか?」という要望に堀井がOKをした後、「アリーナはこうじゃない!!」などという一方的なクレームがつけられた 。その影響で、配信でタイツを穿いたコスチューム「元祖おてんば姫」を導入することとなり。アレンジコスチュームでは、ワンピースが青、マフラーが黄色になる。
クリフト
声 - 緑川光
サントハイム王国の若き神官。アリーナをひそかに恋い慕い、彼女に付き従っている。なにかと無茶をしがちなアリーナに振り回されており、似たような境遇のアクトから同情されていた。
高所恐怖症であり、バトシエや世界樹で怖がる場面がある。
武器は槍で、直線方向にリーチの長い技が多い。攻撃動作中に回避行動を取ることができ、敵の攻撃をかわしつつ技を当てるという戦い方も可能。使用呪文は「スクルト」およびザキ系。ザラキ仕様は「クリフト=ザラキ」という理由で導入。上手くいけば、倒すのに苦労する敵も一撃で倒せる。ハイテンション時の必殺技では、「ザラキ」失敗を繰り返したあとにメッセージウィンドウを踏み壊し、「ザラキーマ」を放つ。なお、専用スキルのザキ系とは異なり、ヒット時はファミコン版『II』のように即死ではなくダメージとなる。
衣装は本編のものに細かいアレンジが施されたほか、ガントレットや防護プレート付きのブーツが追加されている。アレンジコスチュームでは青と黄色のカラーリングになる。
マーニャ
声 - 沢城みゆき
モンバーバラで人気を博す踊り子。突如海底神殿に飛ばされてしまい、何もやることが無く退屈して独り踊っていたところ、主人公たちと出会い仲間になる。
奔放な性格で、しょっちゅう金と男のことを考えている。褒美目当てで主人公に協力したり、テリーに色目を使ったりする場面も。また、本作の世界にカジノがないことを嘆いていた。
異世界でも彼女の踊りはたちまち人気となり、あちこちから引っ張りだこにされる。その様子を見たクリフトからは「みんなを笑顔にするために呼ばれたのかも」と言われている。
両手に持った扇を武器とし、舞い踊るような動作で周囲に攻撃を放つ。他のキャラクターとの差別化で「踊り子らしい」動きを表現している。使用呪文はギラ系。彼女のみ、空中でも地上と同じ特技を使用でき、100ヒット以上で長く滞空していられる特性を持つ。ハイテンション時はドラゴンに変身して灼熱の炎でなぎ払う必殺技「ドラゴラム」を発動できる。
衣装は本編で着ている踊り子の服をアレンジしたもの。アレンジコスチュームは黄緑が基調。
ピサロ
声 - 小野大輔
魔族の王。世界樹で一瞬だけ登場する本編ストーリーに関わらないキャラクターだが、DLCの第2弾にて配信される『魔剣士バトル』をクリアすることでプレイアブルキャラクターとして仲間になる。参戦候補として上がっていたが、ただ出すのは面白くないとの理由で、今回の形となった。
魔物を利用して良からぬことを企んでいる輩がいると知り、自ら本作の世界にやってきた。その後、人と魔物が共存するという世界に興味を示し、同じ目的を持つ主人公らに協力する。
武器は両手剣で、使用呪文はドルマ系。特技「魔力解放」を使用することで性能が変化し、一定時間専用の攻撃を繰り出すことが可能となる。そのほか、敵の補助呪文の効果を打ち消す「いてつくはどう」も使用できる。ハイテンション時は原作のラストボスとして登場した異形の姿、デスピサロに進化して目からビームを照射する必殺技「進化の秘法」を発動できる。
リメイク版で新規に設定された銀髪で尖った耳をした人型のビジュアルで登場。衣装は本編と比べて細かいアレンジが追加されているほか、ブーツなどのデザインも異なっている。なお、彼のみアレンジコスチュームが存在しない。また、時系列的にはPS版『IV』における追加シナリオ『第六章』クリア後となっており、かつての敵でもあったアリーナ、クリフトとも共闘することになるが、セリフの端々に相変わらず人間嫌いの様子をうかがわせている。

#### ドラゴンクエストV
ビアンカ
声 - 井上麻里奈
本編主人公の幼馴染である宿屋の娘。困っている人を見過ごせない優しい心の持ち主。
結婚前夜、なかなか寝つけずフローラと共に外を散歩をしていた際、突然本作の世界に迷い込んでしまった。モンスターに襲われていたドワドキアの族長の娘を助け、フィアンセの元に送り届けている最中に主人公達と出会い、仲間になる。
結婚前夜というタイミングで異世界に迷い込んだため、フローラとはややぎこちない雰囲気になることもあったが、彼女と協力して異変に立ち向かっていく。
武器は弓を使用。本来鞭使いであるが、「鞭はゼシカ」という要望もあり、堀井と話し合った結果、持っていても違和感のない武器となった。使用呪文はメラ系と「ラリホー」。遠距離戦を得意としており、「さみだれうち」などで安全な場所から狙撃し続けることも可能。ハイテンション時はリボンを投げ、キラーパンサー（ゲレゲレ）を呼び出して突進させる必殺技「想い出のリボン」を発動できる。
衣装は本編のものに細かい装飾が追加されたほか、脚部はロングブーツとニーハイソックスになっている。アレンジコスチュームでは、マントが緑、ワンピースが白になる。
フローラ
声 - 花澤香菜
大富豪ルドマンを父に持つ、清楚でたおやかな雰囲気の令嬢。丁寧かつおっとりした話し方をする。ビアンカと共に本作の世界に迷い込んでしまい、ドワドキアの族長の娘と行動を共にしている最中に主人公たちと出会い、冒険を共にする。
本作の世界の言い伝えを幼い頃に絵本で読んだことがあり、それを今も覚えている。
キングレオを「ネコさん」と呼んだり、ホミロンと一緒にスライムベホマズンをかっこいいと評するなど、独特の感性を持っている。
武器はスティックで、使用呪文はイオ系と「バイキルト」。スティックによる攻撃はMPを回復できる。「マジカルボール」のような時間差攻撃や、「メイルストロム」「ミラクルムーン」のような設置型の技を駆使して戦う。また、「マジカルボール」は特定の技に反応する性質を持つ。ハイテンション時は、前方に光球を発射して大爆発を引き起こす必殺技「ビッグバン」を発動できる。
本編に比べ髪型がやや異なっていたり、コサージュつきの手袋をはめているなどの違いがある。アレンジコスチュームでは全身が真っ赤になる。
ルドマン
サラボナの大富豪でフローラの父親。ガゴラによれば、いきなり試練のほこらに現れたという。この世界でのブオーンの討伐を依頼するため、ガゴラの試練で主人公たちを試そうとする。ビアンカやフローラとの接触はない。

#### ドラゴンクエストVI
テリー
声 - 神谷浩史
自らを最強と称するさすらいの剣士。最強の剣を探す旅の途中で異世界に迷い込んだ。クールな性格で、他者との関わりを避ける傾向にある。
ラバトールの闘技場でヘルムードと対峙したのち、彼と決着をつけるため、一時的に主人公たちと手を組む。その後、行動を共にするうちにある程度は打ち解けるようになった。それでも最強の剣を自分一人で手に入れることにこだわった結果、窮地に陥ってしまう。
自分の剣の腕に絶対の自信を持つがゆえ、作戦を重視するアクトとは険悪な雰囲気になる場面もあった。だが、幼いころのアクトと自分の境遇が似ていることに気づき、彼と力を合わせるようになる。
装備は片手剣と盾。オーソドックスな剣士タイプを入れたい為に、参戦が決まったという。残像を生み出す「はやぶさ斬り」と他の攻撃を組み合わせることで、ヒット数が増加し、テンションゲージもためやすくなる。そのほか、数少ない回復系特技である「ミラクルソード」も使用可能。ハイテンション時は地獄の雷を剣に宿して相手に向かって放つ必殺技「ジゴスパーク」を発動できる。
衣装は本編からマイナーチェンジされている。アレンジコスチュームでは全体的に黒くなる。

#### ドラゴンクエストVIII
ヤンガス
声 - 立木文彦
パルミド出身の元山賊。義理堅く人情に厚い性格で、独特の語尾は彼なりの敬語表現である。ゼシカからは度々おっさん呼ばわりされているが、本人はそれを快く思っていない。
レティスに本作の世界への応援を頼まれ、ゼシカと共にシーラの上空から現れる。同地でエルフの村を襲撃した魔物を主人公らと協力して倒し、仲間になった。ホミロンと仲がよく、彼と関わる場面が多い。
武器は斧で、「かぶと割り」や「蒼天魔斬」など、本編のオノスキルで習得できた技を使用する。また、通常攻撃の多くはため押しで性能が変わる。パワー系、パワフルタイプに設定されていて、攻撃力も高い部類に入る。ハイテンション状態では、斧を手に持ったまま回転し、自身をも宙に浮かせてしまう竜巻を起こす必殺技「オノむそう」を発動できる。この際、ホミロンも一緒に舞い上がっている。
衣装は本編のものをベースに、あらくれが身に着けているようなハーネスとトゲ付きの腕輪が追加された。アレンジコスチュームではベストが白くなる。
ゼシカ
声 - 竹達彩奈
リーザス村の名家・アルバート家の令嬢。勝ち気な性格で、自分のスタイルの良さを誇る自信家な面もある。マーニャと自分を比べて「胸の大きさならいい勝負」と感想を述べている。
他の異世界から迷い込んだ者たちと異なり、レティスから事情を聞いて自らヤンガスと共に本作の世界へとやってきた。面倒なことに巻き込まれたと愚痴を言いつつも、主人公たちと出会えたことに感謝していた。
武器はムチで、「双竜打ち」や「地這い大蛇」など、本編のムチスキルで習得できた技を使用する。攻撃範囲の広さが特徴で、複数の敵を相手にするのが向いている。使用呪文はヒャド系。「ハッスルダンス」は本作の特技としては唯一の全体回復ができる。ハイテンション状態では、自身の魔力を解放して大爆発を起こす必殺技「マダンテ」を発動できる。
衣装は本編と比較してスカートに大きなアレンジが施されたほか、袖などのデザインが異なっている。アレンジコスチュームは、上半身が赤茶、スカートが紫。
レティス
声 - 合田絵利
『VIII』の世界で神鳥と崇められている存在。次元を越えて様々な世界を渡り歩いており、かつて『VIII』の世界で猛威を振るった暗黒神を7人の賢者たちと共に封印し、その後に復活を果たした暗黒神打倒のため、『VIII』の主人公たちに助力した。
エルサーゼが危機に瀕した影響が他次元の無数の世界にまで広がっていることを察知し、各シリーズの世界から戦士たちを導いて世界の命運を託した。
時系列は原作本編終了後となるためヤンガスたちとは既に顔見知りであり、この二人のみ、予め事情を知らせた上で本作の世界に送り込んでいる。

#### その他の本編からの人物
ルイーダ
声 - 甲斐田裕子
パーティ編成が行える「ルイーダの酒場」の店主。そこで利用できる機能も説明してくれる。外見は『IX』と共通。
カンダタ
声 - 後藤光祐
DLC限定クエストで登場する。本作では、子分共々ボイスつきとなっている。アリーナとクリフトが追っている泥棒とは彼のことであり、本作の世界でも各地で盗みを働いていた。戦いは子分たちに任せているため、彼本人との戦闘はない。

## 登場モンスター

### ドラゴンクエスト
- スライム
- スライムベス
- メタルスライム
- がいこつ
- しりょうのきし
- かげのきし
- ドラキー
- タホドラキー
- ドラキーマ
- ゴーレム
- ストーンマン
- ゴールドマン
- キメラ
- メイジキメラ
- スターキメラ
  - シーラではボストロールと共にボスとして登場する。他のキメラよりも体が大きい。炎のブレスを吐くほか、バリアを張って攻撃を無効化したり、ボストロールを回復したりする。
- ドラゴン
  - 緑色の鱗に覆われた翼の無い四足歩行のドラゴン。エルサーゼのボスとして登場し、始原の里でも中ボスとして現れる。炎を吐き、尻尾でなぎ払うが、頭と尻尾が弱点。
- ダースドラゴン

### ドラゴンクエストII
- まじゅつし
- きとうし
- ようじゅつし
- くさった死体
- どくどくゾンビ
- リビングデッド
- マドハンド
- ブラッドハンド
- ホークマン
- ガーゴイル
- ホイミスライム
- しびれくらげ
- バブルスライム
- はぐれメタル
- メタルハンター
- キラーマシン
  - 右手に剣、左腕にボウガンを装備した四足歩行の戦闘機械。ラバトールでは1〜3号機の3体で戦う。デイン系などの雷系特技を喰らうと感電してしばらく動けなくなる。
- アークデーモン
- ベリアル
  - 次元島でヘルムードがバズズと共に召喚する。武器を振りまわして攻撃したり、イオナズンを唱えたりする。
- シルバーデビル
- バズズ
  - 次元島でヘルムードがベリアルと共に召喚する。状態異状を引き起こす技を使い、ベギラゴンも唱える。
- ギガンテス
  - 棍棒を持った青い肌の一つ目の巨人。本作ではこれまでのシリーズよりも更に巨大。魔物の大群を率いてコートルダを襲撃する。弱点は眼。
- アトラス
  - クリア後に挑める宝の地図で登場。バズズとベリアルも同ステージに出現し、彼ら3体は「悪霊の神々」と呼ばれている。

### ドラゴンクエストIII
- さまようよろい
- キラーアーマー
- カンダタ子分
  - カンダタと同様に、配信クエストで登場する。
- ベホマスライム
- わらいぶくろ
- おどるほうせき
- ひとくいばこ
- ミミック
- ばくだん岩
- ベビーサタン
- ミニデーモン
- ボストロール
  - シーラではスターキメラと共にボスとして登場する。リメイク版『III』のように打撃だけでなくルカナンも唱える。ヤンガスのセリフには『VIII』に登場した際のイベントを彷彿とさせるものがある。
- トロル
- うごくせきぞう
- だいまじん
  - ドワドキアでボスとして登場。防衛対象である族長とフィアンセを追いかけていくため、注意をそらす必要がある。ドワドキア以外では、ブラッドハンドが呼ぶことがある。
- キングヒドラ
  - 次元島のボスとして登場。広範囲まで届くブレスを吐いてくるが、息を吸い込んでいるときに仲間モンスターのばくだん岩を呼び出すことでダウン状態にできる。
- ゾーマ
  - 『III』のラストボス。配信コンテンツ「大魔王バトル」で登場。本編と同様に闇の衣をまとっており、光の玉を使用するかどうかで難易度に大きな差が出る。シリーズキャラクターのように外見にはアレンジが施されている。
  - 物理攻撃を使わず、氷結効果のある攻撃を多用。HPが減ると攻撃パターンが変化する。なお、光の玉未使用のときだけ、ホミロンがゾーマに向かって回復呪文を使い、ダメージを与えるようになる。

### ドラゴンクエストIV
- キングレオ
  - アリーナたちが本編で戦ったものと同種の魔物が、光の塔のボスとして登場。跳び回ったり走り回ったりするため攻撃が当たりにくい。爪による攻撃のほか、本編同様に呪文やブレスも使用してくる。
- アームライオン
- キングスライム
  - 特定のステージのスライムが合体して出現する。
- スライムベホマズン
- メタルキング
- アンクルホーン
- ヘルバトラー
  - 調和の祭壇のボスとして登場。ベギラゴンなどの呪文を初め、多彩な攻撃を繰り出してくる。
- ピサロナイト
  - 配信コンテンツ「魔剣士バトル」ではピサロと共に現れる。

### ドラゴンクエストV
- おおきづち
- ブラウニー
- キラーパンサー
- スライムナイト
- メタルライダー
- メガザルロック
- ブオーン
  - 本作の世界では伝説の魔物と言われている。ストーリー中に光の塔を崩壊させるが、その時点では戦えない。のちに配信クエストの報酬として手に入る宝の地図で挑むことができる。

### ドラゴンクエストVI
- バトルレックス
  - 本編で戦ったことのあるテリーから警戒されている。
- ドラゴンソルジャー
- ヘルクラッシャー
- まおうのつかい
始原の里にてキラーマジンガと共にボスとして登場する。武器による攻撃だけでなく、攻撃呪文や補助呪文も使いこなす。
- ボーンファイター
- キラーマジンガ
  - 始原の里でまおうのつかいと組んで登場。闇の魔弾砲がある高台から攻撃を仕掛けてくる。特定のクエストでは本編のように2体同時に相手にしなければならない。
- キラーマシン2
- トロルボンバー
- ダークドレアム
  - 配信コンテンツ「破壊と殺戮の神バトル」で登場。本編と同様に、剣技や呪文などの多彩な技を使用する。シリーズキャラクターのように外見にはアレンジが施されている。

### ドラゴンクエストVII
- スマイルロック
- パンドラボックス

### ドラゴンクエストIX
- モーモン
- ピンクモーモン
- マポレーナ

### ドラゴンクエストX
- タイプG

### オリジナルモンスター
魔扉の番人
「魔物の扉」を開いてモンスターを増援する魔物。姿はステージによって異なり、ベビーサタンなど既存の魔物の黒いカラーリングとなっている。
イーメス
調和の祭壇へ続く扉の前で立ちふさがる黒いゴーレム。一度倒しても闇を纏ってパワーアップする。
光の番人
海底神殿に住む白いドラゴン。光の一族に試練を与える。正確には魔物ではなく、光の女神の使者。
闇の人形
ヘルムードの闇の力に捕らわれた者の成れの果て。
試練の番人
テンションの試練に登場。必殺技でないと倒せない。
グレートロック
次元島に登場するばくだん岩の亜種。巨体で道を塞ぐ。
ばくだん岩・強
ブオーンが放り投げてくるモンスターで、通常のばくだん岩よりも巨大。討伐リストには登録されない。
謎の策士
きとうしの亜種。魔物の扉を開くだけでなく、お供を強化する。

## 音楽
本作オリジナルの楽曲は戦闘中に流れる一曲のみで、それ以外は歴代の楽曲が使用されている。
ドラゴンクエスト
戦闘
ドラゴンクエストII
Love Song 探して、遥かなる旅路、果てしなき世界、街の賑わい、恐怖の地下洞、戦い、この道わが旅
ドラゴンクエストIII
まどろみの中で、村、ほこら、冒険の旅、ダンジョン、おおぞらをとぶ、戦闘のテーマ、戦いのとき、勇者の挑戦
ドラゴンクエストIV
間奏曲、おてんば姫の行進、勇者の故郷、馬車のマーチ、呪われし塔、エレジー、戦闘〜生か死か〜、ジプシー・ダンス、立ちはだかる難敵
ドラゴンクエストV
街角のメロディ、戦火を交えて、不死身の敵に挑む
ドラゴンクエストVI
勇気ある戦い、魔物出現
ドラゴンクエストVII
血路を開け、強き者ども
ドラゴンクエストVIII
雄叫びをあげて
ドラゴンクエストIX
序曲IX、酒場のポルカ、負けるものか、渦巻く欲望
ドラゴンクエストモンスターズ1・2
強大な魔物に挑戦

## 主なスタッフ
- ゼネラルディレクター：堀井雄二
- 音楽：すぎやまこういち
- キャラクター&モンスターデザイン：鳥山明
- 音響監督：三好慶一郎
- タレントキャスティングプロデューサー：谷澤伸幸
- コーエーテクモゲームス
  - ディレクター：庄知彦
  - アートディレクター：山本健太郎
  - サウンドディレクター：中園秀久
  - チーフプランナー：山田道夫
  - チーフプログラマー：伊藤優
  - テクニカルディレクター：古澤正紀
  - サウンドデザイン：中村新一郎・齋藤淳生
  - ゼネラルプロデューサー：シブサワ・コウ
  - プロデューサー：小笠原賢一
- スクウェア・エニックス
  - シナリオディレクター：成田篤史
  - アートディレクター：中津英一郎
  - サウンドディレクター：矢島友宏
  - パブリッシャー：松田洋佑
  - ゼネラルプロデューサー：千田幸信
  - エグゼクティブプロデューサー：三宅有
  - チーフプロデューサー：市村龍太郎
  - プロデューサー：青海亮太

## 評価
日本での初週販売本数は59.4万本（2機種合計）と、本編のリメイクであるニンテンドーDS版『ドラゴンクエストIV 導かれし者たち』並みの好調なセールスを記録した。同時にPlayStation 4本体の販売もけん引し、ソフト発売週（2015年2月23日〜3月1日）の販売台数は4.6万台とPS4本体の発売時に次ぐ盛り上がりとなった。スクウェア・エニックスは売り上げを伸ばすなら欧米でもより多くのドラゴンクエストシリーズを発売すると発表した。2015年7月、スクエニは100万本以上売り上げたと発表した。
欧米では多くは肯定的なレビューを受けた。MetacriticではPS4版は75/100のスコア（75のレビュー）、PC版は73/100のスコア（9のレビュー）。
IGNは6.2/10のスコアで「無防備なクリーチャーと戦う喜びは長続きしない」と述べた。GameSpotは8/10のスコアで「フランチャイズ全愛好家にターンベースのRPGではできない効率のために多くの敵を倒せる貴重な機会を与える」と述べた。
ファミ通クロスレビューでは7、10、9、9の35点でプラチナ殿堂入り。レビュアーはビジュアルはかなりハイレベル、チュートリアルが丁寧、シリーズキャラクターたちと戦えて動きが原典での特徴が反映されているのもいい、遊びやすいと賞賛、戦闘については戦略性があり爽快でコンボが簡単に繰り出せるかんたん操作があることやガッツリ操作でも遊びやすい、ボス戦やモンスターコインを使うことは楽しめるとした者とその上でステージギミックがあまりなくやや単調で全体的に大味でAIがより賢ければ良かった者がいた他、錬金などの製作要素はあまり必要性がないとした。

## 本作にまつわる出来事
- 2014年9月1日に開催された『SCEJA Press Conference 2014』で本タイトルの情報が映像と共に初めて公開され、発売時期が2015年春と発表された。発表時には堀井雄二とシブサワ・コウが登壇し、2011年にシブサワが「ドラゴンクエストのアクションゲームを作りたい」と堀井に持ちかけたところ、「ドラゴンクエストシリーズの豊富なキャラクターが登場する爽快な作品」を希望していた堀井と思惑が合致したと、本作の開発に至るまでの経緯を語った[7]。
- 無双シリーズのオメガフォースが開発を手がけていることもあり、初出PVでの一騎当千ぶりからメディアは『ドラクエ無双!?』と報じたが、これに対しドラゴンクエストシリーズプロデューサー市村龍太郎は「無双じゃないよ」と否定した[31]。無双エンジン（KTGL）自体は使われているが[32][注 14]、あくまで本作のジャンルはアクションRPGであり、無双シリーズのタクティカルアクションとはジャンルも別となっている。
- 「東京ゲームショウ2014」において、『V』から追加するキャラクターを検討するため、ビアンカ・フローラ・デボラ・ルドマンの4人に投票が行われた[33]。投票の結果、ビアンカが最も多い票数を獲得し、それを反映して参戦となった[15]。フローラはルドマンに票を超されたが、「ビアンカがいるならフローラも必要」という理由で参戦が決まる[18]。2位となったルドマンについては「何かしらの形で出してあげたい」と言われており[15]、実際に配信クエストで登場することになった。
- ゼシカはシブサワ・コウの初期からの要望により参戦が決まった[15][34][16]。
- 今作では「DQのファンである」スタッフが多く[16]、開発者の殆どがDQファンで、『X』まで遊んでいる人もいる[16]。松坂は過去作をやり込むほどのファン[16]。桐谷は『IX』の「すれちがい通信」をやり込み[16]。片岡にいたってはナンバリングは『I』から『IX』まで遊んでいる上に[19]、『ドラゴンクエストモンスターズ』を数百時間遊びこみ、ほぼモンスターコンプリートしている[16]。DQファンと公言している中川は、今回のオファー後に『IV』をやり込み。収録では「（アドリブで）何か鼻歌を歌ってください」と頼んだ処、『IV』の「おてんば姫の行進」を普通に歌っていたと堀井から公言があった[16]。緑川は、今作の役を発表時に「（コラムで）何度も言っていますが」という前置きで「CDドラマシアター」の『III』の勇者アレル、『VI』のテリーを演じた話から、今作ではこの様な大役を演じて感激していると述べていた[35]。発売後、コラムでも扱い[36]、本作とPS4メタルスライムエディションを購入して嗜好[36]。プレイ動画の仕事で「（演じた）クリフトを最初に育てるのですか？」の問いに「勿論」と答えたのだが、意外な落とし穴があったり[36]、クリフトの感想も言っていたが苦笑い状態だった[36][注 15]。

## プロモーション・キャンペーン
スライム10万匹討伐戦 in 新宿
2015年2月23日から3月1日まで東京メトロ丸ノ内線の新宿駅メトロプロムナードにて、10万匹のスライムを倒す「スライム10万匹討伐戦 in 新宿」というイベントが実施された。壁一面にはりめぐらされたスライムの絵が描かれた気泡緩衝材を潰すというキャンペーンで、潰した数が10万に達成すると公式サイトで壁紙がプレゼントされるというもの。結果は、23日午前10時に開始、24日午後3時に達成とわずか29時間で達成された。その後、発売日である26日にプチプチを復活させ、最終日の3月1日まで掲示された。
PS4「ドラゴンクエスト×ファイナルファンタジー」ダブル購入キャンペーン
2015年2月24日から4月6日まで、PS4版の本作と、同じくPS4で2015年3月19日に発売の『ファイナルファンタジー零式HD』を両方購入して、応募すると抽選で100名にPS4の限定ベイカバーがプレゼントされるというもの。抽選で外れた人にも応募者全員にPS4のオリジナルテーマが配布される。

## 攻略本
- Vジャンプブックス ドラゴンクエストヒーローズ 闇竜と世界樹の城 英雄の書（ISBN 978-4-08-779710-7）
- SE-MOOK ドラゴンクエストヒーローズ 闇竜と世界樹の城 公式ガイドブック（ISBN 978-4-75-754602-8）